# Titrering

Uppställning för syrbas-titrering.

Titrering (av franska titre, som betyder "koncentration" och "finhet") är en vanlig analysmetod i kemi som används för att avgöra koncentrationen hos en lösning, genom att låta den reagera med en lösning av känd koncentration. 
En lösning med känd koncentration (titratorn) får reagera med en annan lösning, som har okänd koncentration. 
Titratorlösningen tillförs lite i taget. Reaktionen är sådan att man kan detektera när ett visst molförhållande mellan lösningarna har uppkommit, till exempel genom att den kombinerade lösningen byter färg. Då upphör man med att tillföra titrator. Genom att titratorn tillförs från en byrett kan man i efterhand avläsa hur stor volym titratorlösning som tillförts. Med användning av kunskap om de båda volymerna och det molförhållande som ska gälla vid titreringsreaktionen kan man sedan beräkna lösningens koncentration. 
Ett stort antal viktiga titreringar utförs med lösningar av natriumtiosulfat och baseras på förhållandet att detta ämne reagerar med fri jod enligt reaktionsformeln: 
2 Na2S2O3 + I2 → Na2S4O6 + 2 NaI 
Genom tiosulfattitrering kan man utöver fri jod även kvantitativt bestämma både andra fria halogener och alla oxidationsmedel, som frigör jod ur jodväte, till exempel kromsyra, salpetersyrlighet, klorsyra och underklorsyrlighet (klorkalk), mangansuperoxid (brunsten), vätesuperoxid, ozon, kopparsalter och järn i form av ferrisalter.
Vanliga typer av titrering är syra-bastitrering, fällningstitrering, redoxtitrering och komplextitrering.

## Urtitratsubstans
Många titrerlösningar kan vara svåra att blanda till en väl bestämd halt men halten kan bestämmas med god noggrannhet genom titrering mot en noggrant invägd mängd av en passande urtitratsubstans som vanligen först löses i en mindre mängd vatten. För att substansen ska passa till urtitrering bör den ha en väl bestämd stökiometri (inkl ev kristallvatten), gärna kristallisera väl eller på annat sätt kunna renas, och ge en väl definierad omslagspunkt. För att omslagspunkten ska bli tydlig krävs, förutom lämpligt val av indikator, av sura substanser, att pKa inte är för högt d.v.s. att de är någorlunda starkt sura och motsvarande gäller förstås basiska substanser.